# Rubus macilentus
Rubus macilentus är en rosväxtart som beskrevs av Jacques Cambessèdes. Rubus macilentus ingår i släktet rubusar, och familjen rosväxter. Utöver nominatformen finns också underarten R. m. angulatus.